# Manuel d'Alòs i de Rius
Manuel d'Alòs i de Rius (s. XVIII-1752). Fou canonge de Lleida. Arxipreste del Monestir de Santa Maria de Vilabertran i rector de la Universitat de Barcelona.

## Biografia
Manuel d'Alòs i de Rius va néixer al s.XVIII, fill de Josep d'Alòs i de Ferrer i Maria Gràcia de Rius. Va morir a Cervera el 27 de maig de 1752. Fou canonge de Lleida. Arxipreste del Monestir de Santa Maria de Vilabertran. Va obtenir la càtedra de Cànons a la Universitat de Cervera. Més tard va ser nomenat rector el 21 de desembre de 1743, càrrec que va exercir fins a la seva mort, l'any 1752. En el seu càrrec va aconseguir que el professorat rebés el sou íntegre i també que la universitat obtingués una renda de 3000 lliures anuals al llarg de vint anys. L'incident provocat per la defensa d'un escolar el va implicar considerablement fins a haver de deixar el càrrec temporalment fins que se li restituí. Durant el seu mandat es van celebrar extraordinàries exèquies per Felip V d'Espanya, l'any 1746. Va morir a Cervera el dia 27 de maig de 1752.

## Publicacions
- Costa, Jacint, Manuel d'Alòs i de Rius et alt..Canonica declamacion y discurso politico, que con la mayor evidencia persuade el derecho assiste á los Doctores Jacinto Costa, en nombre propio y en el de testamentario de Geronimo Mercader, y á Pedro Camps, presbyteros y canonigos de la insigne colegial iglesia de Santa Maria de Vilabertrán : sobre la restitucion de frutos de sus prebendas y demàs distribuciones corales devengadas desde el día 2 de Marzo de 1720, hasta que se volvieron à su residencia, por otra Real Orden se les participò de 6 de Junio 1722, con la que merecieron de la piedad del Rey reintegrarse con todos sus honores y gracias, en los autos con Don Manuel de Alòs y Rius, Archipreste y mas Canonigos de la misma Iglesia, que deniegan dichos proventos .... Cervera : en la imprenta de la Pontificia y Real Universidad, por Manuel Ibarra, 1741. Disponible a: Catàleg de les biblioteques de la UB
- Ferrussola, Pere, Manuel d'Alòs i de Rius et alt..Regalibus nuptiis Mariae Antoniae Ferdinandae Hispaniarum Infantis et Victoris Amedei Sabaudiae ducis Cervariensis Academiae nomine consecratio per Petrum Ferrusola ... postrid. cal. mai. an. M.DCCL, altera die ab augustissimo transitu ejusdem serenissimae infantis / edita jussu ... Emmanuelis de Alòs & de Rius .... Cervariae Lacetanorum : in Academiae typographia per Josephum Barber & soc., [1750?]. Disponible a: Catàleg de les biblioteques de la UB